# Massacre de Bakinjaw
Le massacre de Bakinjaw se déroule du 25 au 27 juin 2022.

## Contexte

### Conflit séparatiste
Le massacre s'inscrit dans un contexte de conflit armé opposant l'armée camerounaise à des mouvements séparatistes, dans les régions anglophones du Nord-Ouest et du Sud-Ouest du pays. Des exactions sont commises et les belligérants s'accusent mutuellement de crimes contre les civils.

### Conflit intercommunautaire
Le massacre survient dans un contexte de conflit foncier entre les ethnies Oliti et Messaga Ekol. Le 29 avril 2022, les Oliti attaquent une ferme appartenant aux Messaga Ekol, tuant plusieurs d'entre eux.

## Déroulement
Selon le ministère de la Défense, le 25 juin « des bandes armées sécessionnistes » font irruption dans le domicile d'un élu, ouvrant le feu sur des civils qui assistaient aux funérailles du frère de cet élu. Les assaillants incendient le centre de santé du village et une cinquantaine de maisons ainsi que la dépouille du défunt.
Selon le ministère de la Défense, quatre assaillants sont tués et plusieurs autres sont blessés dans une riposte de l'armée camerounaise.

## Victimes
Au total, plus de 30 personnes sont tuées dans l'attaque, dont des femmes et des enfants, parmi les victimes figurent six Nigérians, qui ont été inhumés dans des fosses communes.

## Responsabilité
Le ministère de la Défense confirme dans un communiqué diffusé le 28 juin un bilan de 32 civils tués. Mais les autorités ne parlent pas de violences intercommunautaires. Le ministère pointent du doigt « des bandes armées sécessionnistes ».